# Filipeștii de Pădure
Filipeștii de Pădure is een Roemeense gemeente in het district Prahova.
Filipeștii de Pădure telt 10302 inwoners.